# Duinen Den Helder-Callantsoog
Duinen Den Helder-Callantsoog is een Natura 2000-gebied (gebiedsnummer 84) met de classificatie 'duinen'.
Het gebied aan de Noord-Hollandse Noordzeekust omvat de Grafelijkheidsduinen, de Donkere Duinen, de Noordduinen (de strook tussen Den Helder en Callantsoog) en enkele nollenterreintjes en het Kooibosch ten oosten van het Callantsoog.